# Stora Ormtjärnen
Stora Ormtjärnen är en sjö i Filipstads kommun i Värmland och ingår i Göta älvs huvudavrinningsområde. Sjön har en area på 0,0704 kvadratkilometer och ligger 164,6 meter över havet. Stora Ormtjärnen ligger i Brattforsheden Natura 2000-område.

## Delavrinningsområde
Stora Ormtjärnen ingår i det delavrinningsområde (662313-139299) som SMHI kallar för Utloppet av Alstern. Medelhöjden är 182 meter över havet och ytan är 60,57 kvadratkilometer. Det finns inga avrinningsområden uppströms utan avrinningsområdet är högsta punkten. Lungälven som avvattnar avrinningsområdet har biflödesordning 4, vilket innebär att vattnet flödar genom totalt 4 vattendrag innan det når havet efter 371 kilometer. Avrinningsområdet består mestadels av skog (68 procent). Avrinningsområdet har 9,15 kvadratkilometer vattenytor vilket ger det en sjöprocent på 15,1 procent.